# 200 Mijl van Imola

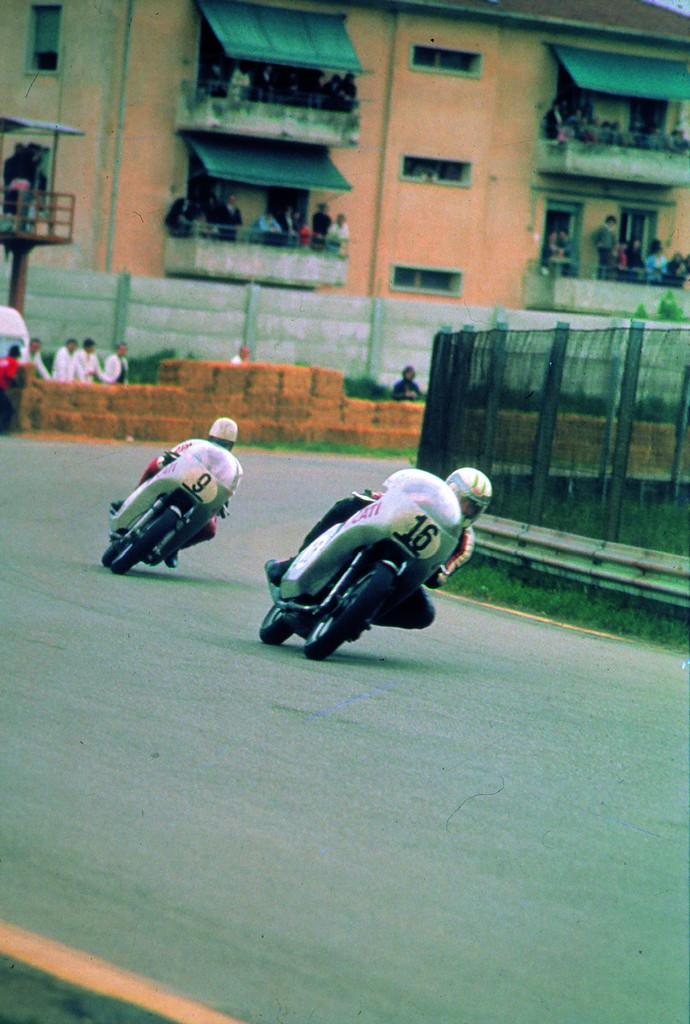
Paul Smart en Bruno Spaggiari tijdens de 200 Mijl van Imola in 1972

De Imola 200 of 200 Mijl van Imola was een wegrace met motorfietsen die van 1973 tot 1987 werd georganiseerd op het Autodromo Enzo e Dino Ferrari in Imola.

## Voorgeschiedenis
In 1970 waren de reglementen van de Daytona 200 zodanig gewijzigd, dat ook andere 750cc-motorfietsen dan die van Harley-Davidson toegelaten werden. Dat was vooral voor de BSA-groep het sein om groots uit te pakken met hun BSA Rocket 3/Triumph Trident-racers. In de jaren die volgden werden deze 750cc-races snel populair, en zo ontstonden in Europa de Formula 750 TT, de Formule 750 races tijdens de Thruxton 500 en de Anglo-American Match Races. In Amerika traden veel Europeanen aan in de "Big Ontario race". Het enthousiasme sloeg al snel over naar de Japanse merken, die eerst met 500cc-machines (de Suzuki T 500 en de Kawasaki H 1 R) en later met 750cc-machines (de Suzuki TR 750 en de Kawasaki H 2 R) gingen deelnemen. Bovendien gooide Yamaha hoge ogen door met de 350cc-Yamaha TR 3 productieracers, die voor iedereen gewoon te koop waren, wedstrijden in deze zware klasse te winnen. Organisatoren van nationale wedstrijden wilden dan ook graag de 750cc-klasse toevoegen, maar de nationale bonden gingen hier vaak niet in mee. Ook de Fédération Internationale de Motocyclisme wilde nog niets weten van een 750 cc-wereldkampioenschap. Toen ook de Italianen zwaardere motorfietsen gingen produceren, kwamen er ook 750cc-racers van MV Agusta en Ducati. Toen werd het ook mogelijk races volgens de "Daytona-formule" in Italië te organiseren.

## 200 Mijl van Imola
De 200 Mijl van Imola werd in 1972 voor het eerst georganiseerd op initiatief van Franco Costa. Costa had de Italianen in 1948 kennis laten maken met de motorcross en was ook al initiatiefnemer geweest van de Conchiglia d'Oro (Gouden Schelp) Shell en van de bouw van het Autodromo Enzo e Dino Ferrari.  Nog lang niet alle belangrijke teams uit Daytona kwamen ook op 23 april 1972 in Imola aan de start, maar het team van John Player Norton met Phil Read en Peter Williams wel. De komst van een groot team van Ducati en het verschijnen van Giacomo Agostini met de nieuwe 750cc-MV Agusta zorgde voor een grote toeloop van ca. 75.000 toeschouwers. De Amerikanen kwamen nog niet naar Europa, maar dat gebeurde vanaf 1973 wel. Toen ging de Imola 200 ook deel uitmaken van de 750 cc Prijs van de FIM. Omdat ze in het voorseizoen plaatsvond hadden de coureurs meestal ook tijd om deel te nemen.

## Resultaten 200 Mijl van Imola
| Datum         | Eerste                     | Tweede                     | Derde                     | Ronden | Tijd            | Gem. snelheid | Toeschouwers |
| ------------- | -------------------------- | -------------------------- | ------------------------- | ------ | --------------- | ------------- | ------------ |
| 23 april 1972 | Paul Smart (Ducati)        | Bruno Spaggiari (Ducati)   | Walter Villa (Triumph)    | 64     | 2 h 02 min 26 s | 157,35 km/h   | 75.000       |
| 15 april 1973 | Jarno Saarinen (Yamaha)    | Bruno Spaggiari (Ducati)   | Walter Villa (Kawasaki)   | 64     | 1 h 58 min 18 s | 162,84 km/h   | 90.000       |
| 7 april 1974  | Giacomo Agostini (Yamaha)  | Kenny Roberts (Yamaha)     | Teuvo Länsivuori (Yamaha) | 62     | 2 h 06 min 38 s | 149,81 km/h   | 120.000      |
| 6 april 1975  | Johnny Cecotto (Yamaha)    | Patrick Pons (Yamaha)      | Steve Baker (Yamaha)      | 64     | 2 h 10 min 28 s | 148,33 km/h   | 93.000       |
| 4 april 1976  | Steve Baker (Yamaha)       | Michel Rougerie (Yamaha)   | Barry Sheene (Suzuki)     | 64     | 2 h 05 min 31 s | 154,17 km/h   | 140.000      |
| 3 april 1977  | Kenny Roberts (Yamaha)     | Steve Baker (Yamaha)       | Giacomo Agostini (Yamaha) | 64     | 2 h 03 min 59 s | 156,08 km/h   | 68.000       |
| 2 april 1978  | Johnny Cecotto (Yamaha)    | Steve Baker (Yamaha)       | Giacomo Agostini (Yamaha) | 64     | 2 h 07 min 53 s | 151,13 km/h   | 78.000       |
| 13 april 1980 | Johnny Cecotto (Yamaha)    | Marco Lucchinelli (Suzuki) | Kenny Roberts (Yamaha)    | 44     | 1 h 25 min 33 s | 155,53 km/ h  | 40.000       |
| 5 april 1981  | Marco Lucchinelli (Suzuki) | Kenny Roberts (Yamaha)     | Boet van Dulmen (Yamaha)  | 64     | 2 h 09 min 33 s | 149,37 km/h   | 50.000       |
| 4 april 1982  | Graeme Crosby (Yamaha)     | Marco Lucchinelli (Honda)  | Graziano Rossi (Yamaha)   | 64     | 2 h 07 min 25 s | 151,89 km/h   | 60.000       |
| 10 april 1983 | Kenny Roberts (Yamaha)     | Franco Uncini (Suzuki)     | Eddie Lawson (Yamaha)     | 64     | 2 h 05 min 55 s | 153,63 km/h   | 100.000      |
| 1 april 1984  | Kenny Roberts (Yamaha)     | Lorenzo Ghiselli (Suzuki)  | Steve Williams (Yamaha)   | 64     | 2 h 07 min 56 s | 151,34 km/h   | 38.000       |
| 14 april 1985 | Eddie Lawson (Yamaha)      | Randy Mamola (Honda)       | Takazumi Katayama (Honda) | 64     | 2 h 04 min 57 s | 154,88 km/h   | 54.000       |
| 6 april 1986  | Marco Lucchinelli (Ducati) | Anders Andersson (Suzuki)  | Rob Phillis (Suzuki)      | 64     |                 |               |              |
| 20 april 1987 | Paul Iddon (Suzuki)        | Fred Merkel (Honda)        | Joey Dunlop (Honda)       | 64     |                 |               |              |